# USS 플런저 (SS-2)
USS 플런저 (SS-2)는 미 해군 초기의 잠수함이다. 플런저급 잠수함의 네임쉽이며, 후에 A-1로 함명이 바뀌었다.

## 운용 초기
플런저는 뉴저지, 엘리자베스의 크레센트 조선소에서 1901년 5월 21일에 기공되었다. 1902년 2월 1일에 진수되어, 1903년 9월 19일에 뉴욕, 뉴 서퍽의 홀란드 토피도 보트 컴퍼니에서 취역했다. 그리고 뉴포트, 로드아일랜드의 해군 토피도 스테이션에서 어뢰를 실험하기 위해 2년간 운용되었다. 게다가 장비, 무기, 전술을 테스트하는 등 잠수함의 승무원을 위한 훈련을 했다.
1905년 8월, 플런저는 2주간의 유지 기간을 가지고, 예인선, USS 아파치의 도움을 받아 뉴욕으로 운송되었다.